# St. Quirinus (Niedersalwey)
Die katholische Kapelle St. Qurinus ist ein denkmalgeschütztes Kirchengebäude in Niedersalwey, einem Ortsteil von Eslohe im Hochsauerlandkreis (Nordrhein-Westfalen).

## Geschichte und Architektur
Die in ihrem historischen Bestand nahezu unversehrte Kapelle wurde in der zweiten Hälfte des 13. Jahrhunderts errichtet. Sie ist wohl das älteste Gebäude der Gemeinde Eslohe. Der frühgotische Saal mit drei schmalen Jochen ist 21 Meter lang. Auf spitzbogigen Gurten ruhen Kreuzgratgewölbe. Die mittelalterliche Ausstattung wurde während der Truchsessischen Wirren oder des Dreißigjährigen Krieges vernichtet. Auch die Kapelle muss sehr starken Schaden genommen haben, denn bei einer Visitation der Gemeinde Eslohe, bei der der Weihbischof Bernhard Frick verschiedene Dorfkapellen konsekrierte, wurde sie nicht erwähnt. Die Kapelle wurde wohl in der Mitte des 17. Jahrhunderts wieder aufgebaut. Seit 1927 bekannte Reste von drei Ausmalungen wurden von 1971 bis 1973 freigelegt und konserviert. Die Kapelle wurde 1985 unter Denkmalschutz gestellt. Das Gebäude wurde 2003 umfangreich renoviert. Der neu vergoldete Wetterhahn wurde wieder aufgesetzt.

## Altäre
Um 1680 wurde die Kapelle mit drei Altären ausgestattet. Der Hochaltar hatte eine Höhe von 5,50 Metern und eine Breite von 2,50 Metern. Die drei Altäre standen auf einem gemauerten Unterbau und waren mit bildlichen Darstellungen und figürlichem Schmuck verziert. Die Altäre waren vor 1855 weiß gestrichen und die Figuren farbig angelegt. Die Aufbauten wurden 1855 farbig gefasst. Die Altäre sind bis 1899 in der Kapelle nachgewiesen. Danach wurden sie abgebrochen und durch einen Hochaltar, bestehend aus einem neuen Unterbau bis in Tabernakelhöhe und aus Teilen der abgebrochenen Altäre ersetzt. Dieser wurde 1911 wieder beseitigt der heutige Altar wurde aufgebaut.

## Ausmalung

### Ausmalung vom Ende des 13. Jahrhunderts
Die Grate wurden mit weiß gefugten, roten Bändern versehen, die Stirnseiten und die Unterschichten der Bögen wurden gequadert. Die Darstellung des Weltgerichtes zeigt einen Engel mit der Waage, in der rechten Waagschale befindet sich eine Person mit erhobenen Händen, die gute Seele. In der linken Waagschale ist die böse Seele, der Teufel zu sehen. Zwei weitere Teufel versuchen die Waagschale herunterzuziehen.

### Zweite Ausmalung, ein wenig später
Die ursprüngliche Ausmalung wurde wohl in grober Form erneuert. Die Gurtbogenunterschichten blieben weiß. In die Gewölbekappen des Chores und in die südliche Kappe des östlichen Joches wurden zwölf fragmentarische, lebensgroße Gestalten mit rot konturierten Gewändern gemalt. Über dem Ostabschluss des Chorpolygons ist eine weitere Gestalt erkennbar. In einer Spitzbogennische an der Nordseite des Chores ist die Muttergottes dargestellt, an der Südseite die sehr fragmentarische Dornenkrönung. An der südlichen Rechteckvorlage des Gurtbogens zwischen Chor und Schiff ist die Darstellung der Sebanstiansmarter, mit Ausnahme von Kopf und Schulter des Heiligen, erhalten. Als Hintergrund wurde ein mit Schablonenmuster aufgetragenes Brokatimitat in rot gewählt. Ein König mit Krone und ein Henkersknecht zieren die Westseite derselben Vorlage, er ist zu der Szene an der westlich anschließenden Wand zugehörig. Ein liegender Bischof, möglicherweise der Hl. Erasmus, ist flankiert von zwei Henkersknechten, die an einer Winde drehen. Oberhalb dieser Szene sind zwei sich begegnende Frauen, wohl die Darstellung der Heimsuchung, zu sehen. Rechts vom Fenster sieht man den Hl. Michael mit der Seelenwaage, an der Gurtvorlage Michael mit dem Drachen. An die westliche Gurtbogenvorlage der Südseite ist eine kleine Figur mit einem weiten Rock und weiten Ärmeln, mit einem Schwert in der linken Hand und auf dem Kopf drei Hörner gemalt. Die Flächen der unteren Szenen an der Südwand sind mit Teppichmustern in rot, Dreiecken, Rauten und Kreisen geschmückt.

### Dritte Ausmalung
Die dritte Ausmalung wurde im 16. Jahrhundert vorgenommen, sie zeigt eine Apostelfolge, die wohl auf die Wände und Vorlagen im Ostjoch des Schiffes beschränkt war. Weitere Darstellungen sind in der Ostflanke des Südfensters der Schmerzensmann und in der Westflanke des Südfensters das Martyrium des Hl. Sebastian.